# Topanga
| Críticas profissionais | Críticas profissionais |
| Avaliações da crítica  | Avaliações da crítica  |
| Fonte                  | Avaliação              |
| ---------------------- | ---------------------- |
| allmusic               | link                   |

Topanga é o quarto álbum de estúdio do cantor escocês Colin Hay, lançado em 7 de dezembro de 1994.

## Faixas
Todas as faixas por Colin Hay, exceto onde anotado.
1. "I Haven't Seen You in a Long Time" — 3:19
2. "Into the Cornfields" — 4:09
3. "Waiting For My Real Life To Begin" (Hay, Mooney) – 4:57
4. "Can't Take This Town" — 4:51
5. "I Think I Know" — 3:59
6. "Against the Tide" (Clifforth, Hay) – 4:53
7. "I Don't Miss You Now" — 2:55
8. "She Put the Blame on You" — 3:48
9. "Woman's Face" — 5:14
10. "Lost Generation" (Capek, Hay) – 3:57
11. "Road to Mandalay" — 3:47
12. "Ooh, Ooh, Ooh, Ooh Baby" — 4:51
13. "Spencer The Rover" (faixa bónus) — 4:35